# ترنس تو را دوست داره
«ترنس تو را دوست داره» (به انگلیسی: Terrence Loves You) ترانه‌ای از خواننده و ترانه‌نویس اهل ایالات متحده آمریکا لانا دل ری است. این ترانه برای آلبوم ماه عسل ضبط شده است. ترانه در ۲۱ اوت ۲۰۱۵ منتشر شد.